# Chaureopa hazelwoodi
Chaureopa hazelwoodi är en snäckart som beskrevs av Frank Climo 1985. Chaureopa hazelwoodi ingår i släktet Chaureopa och familjen Charopidae. Inga underarter finns listade i Catalogue of Life.